# Love & Secrets
Love & Secrets (All Good Things) è un film del 2010, diretto da Andrew Jarecki e tra gli altri interpretato da Kirsten Dunst e Ryan Gosling.
Ambientato nella New York degli anni ottanta, il film narra la surreale storia dell'imprenditore immobiliare Robert Durst, e della scomparsa misteriosa della moglie Kathleen McCormack avvenuta nel 1982.

## Trama
New York, anni ottanta. David Marks è figlio di un ricco immobiliarista. Un giorno conosce casualmente Katie, una semplice ragazza di cui subito si innamora e da cui viene ricambiato. Ben presto David e Katie si sposano, andando inizialmente a vivere lontano da New York. Il padre di David però lo convince a tornare e a prendere le redini dell'impero di famiglia.
David è ancora terribilmente scosso dalla perdita della madre, che si suicidò davanti ai suoi occhi quando era ancora bambino. Così quando Katie gli propone di avere un bambino, David reagisce male e rifiuta l'idea. Quando scopre che Katie è rimasta incinta, la costringe ad abortire. Da allora, il rapporto tra i due cambia drasticamente. I due diventano sempre più distaccati e, quando sono insieme, Katie diventa vittima di abusi e botte da parte di David.
Dopo l'ennesima litigata, una sera Katie scompare e da allora nessuno ha più sue tracce. Il caso viene archiviato come scomparsa, ma quasi venti anni dopo il caso viene riaperto. Nonostante ciò, David non viene accusato dell'omicidio di Katie, ma viene incarcerato solo per alcuni mesi.

## Produzione
Love & Secrets nasce da una sceneggiatura frutto della collaborazione tra Andrew Jarecki, Marcus Hinchey e Marc Smerling, basata sulla vita dell'imprenditore e sospetto omicida Robert Durst. Il titolo originale, All Good Things, è un omaggio al negozio di cibo naturale aperto nel 1970 da Durst e McCormack.
Il cast comprende Ryan Gosling e Kirsten Dunst, rispettivamente nei ruoli di Robert e la signora Durst, diretti da Jarecki stesso, incaricato di la sceneggiatura per il grande schermo. La The Weinstein Company si offrì di fornire al film 20 milioni di dollari per la produzione, oltre che tutelarne la distribuzione cinematografica nel Nord America.
I nomi dei protagonisti sono stati cambiati per motivi di opportunità, stante le vicende giudiziarie di Durst ancora in corso: Robert Durst diventa David Marks e Kathleen McCormack diventa Katie McCarthy.

### Riprese
Le riprese sono iniziate a New York nell'aprile 2008 e in alcune altre località del Connecticut, per poter usufruire di alcuni incentivi fiscali offerti dallo Stato alle produzioni cinematografiche. Tra le ambientazioni usate per le riprese, un casale abbandonato in Lillinonah Drive, a Brookfield (Connecticut), la Fairfield University per una settimana, il parco pubblico newyorkese "Carl Schurz Park", il fiume Housatonic per una sequenza della durata di un minuto, e Waterbury.
Il 30 e il 31 maggio la troupe si è spostata a Shelton, in Connecticut, interessata all'ambiente industriale di Canal Street, dopo aver richiesto e ottenuto il permesso alle autorità apposite. Il 3 giugno, le riprese sono continuate alla Route 7 di Gaylordsville. Tre giorni dopo, un'unità si è spostata all'Hospital of Saint Raphael (New Haven) per girare in interni, dove scenografi e operatori hanno impiegato una settimana per la costruzione del set, su un piano in allestimento poi rinnovato in parte grazie all'aiuto della troupe.
La troupe ha fatto ritorno a Brookfield per due giorni, per girare alcune scene al Ridgefield Community Center, usato per sostituire la Gracie Mansion di New York. Il 25 e il 26 giugno, a Manhattan tra la 38esima e la 42esima strada e l'incrocio tra la settima e l'ottava Avenue, i negozi sono stati riconvertiti in sexy shop e locali di spogliarello della Times Square anni settanta.

## Promozione
Il 25 giugno 2010 la The Weinstein Company ha pubblicato in rete il primo trailer internazionale, incentrato sui risvolti romantici della coppia protagonista e le indagini degli investigatori. Poco meno di quattro mesi dopo, il 14 ottobre la Magnolia ha distribuito un secondo trailer in alta definizione.

## Distribuzione
Il film è uscito nel circuito cinematografico statunitense il 3 dicembre 2010, su distribuzione Magnolia Pictures; disponibile sulla televisione on demand due giorni dopo.
Il film doveva originariamente uscire il 24 luglio 2009, ma l'uscita fu annullata per via dei problemi finanziari della The Weinstein Company, che comunque tramite un proprio portavoce tenne a precisare come il film sarebbe stato distribuito il prima possibile. In seguito fu annunciato che il titolo sarebbe uscito circa cinque mesi dopo, l'11 dicembre, salvo poi che anche in quel caso il tutto fu rinviato a data da destinarsi. Nell'agosto 2010 fu poi annunciato che tramite un passaggio di diritti, la Magnolia Pictures si sarebbe occupata della distribuzione cinematografica, puntando a un'uscita per il 17 dicembre 2010.
Nell'ottobre 2009, con la pubblicazione di un bollettino nel quale la Weinstein Company segnalava le uscite venture dei propri titoli, si veniva a sapere che la distribuzione di All Good Things era prevista per il marzo 2010, ma anche in quel caso fu tutto rinviato. In seguito ai continui rinvii, il regista Jarecki si riappropriò dei diritti per la distribuzione statunitense mettendosi alla ricerca di un nuovo distributore interessato al film, lasciando comunque alla Weinstein Company i diritti per la distribuzione internazionale e per la televisione via cavo. Nonostante i continui posticipi e il diniego da parte della The Weinstein di chiarire una posizione al riguardo, secondo alcuni dovuti a problemi finanziari, per altri a causa del materiale poco convincente sotto mano, i test screening eseguiti avevano riscontrato pareri positivi da parte del pubblico.
Il film verrà distribuito in Italia dal 1º giugno 2012 a cura della BiM Distribuzione, a quasi due anni dalla distribuzione statunitense.

## Riconoscimenti
- 2011 - Prism Awards
  - Candidatura miglior performance (Ryan Gosling)